# Transportunternehmen
Transportunternehmen (englisch carrier) sind im Transportwesen Verkehrsunternehmen, deren Kerngeschäft im Transport von Personen und Gütern mit Hilfe von Transportmitteln besteht.

## Allgemeines
Der Personentransport und Gütertransport sind bei vielen Transportunternehmen – bedingt durch die unterschiedlichen Transportmittel – getrennt. So unterscheidet die Eisenbahn zwischen Personenzügen und Güterzügen, der Luftverkehr zwischen Passagierflugzeugen und Frachtflugzeugen und die Schifffahrt zwischen Fahrgastschiffen und Frachtschiffen.

## Arten
Es gibt folgende Transportunternehmen, die sich hauptsächlich durch die eingesetzten Transportmittel unterscheiden:
| Transportunternehmen         | Transportmittel                            | Verkehrsdienstleistung                        | Nahverkehr                 | Fernverkehr                          |
| ---------------------------- | ------------------------------------------ | --------------------------------------------- | -------------------------- | ------------------------------------ |
| Eisenbahnverkehrsunternehmen | Güterzug, Personenzug                      | Schienengüterverkehr, Schienenpersonenverkehr | Schienenpersonennahverkehr | Schienenpersonenfernverkehr          |
| Luftverkehrsunternehmen      | Flugzeug, Hubschrauber, Luftschiff         | Luftfrachtverkehr, Passagierluftfahrt         | Kurzstreckenflug           | Mittelstrecken- und Langstreckenflug |
| Reederei                     | Schiff, Fähre                              | Personenschifffahrt, Frachtschifffahrt        | Binnenschifffahrt          | Seeschifffahrt                       |
| Autovermietung               | Personenkraftwagen, Kleintransporter, Taxi | Personenverkehr, Güterverkehr                 | Nahverkehr                 | Fernverkehr                          |
| Spedition                    | Lastkraftwagen                             | Gütertransport                                | Güternahverkehr            | Güterfernverkehr                     |
| Verkehrsbetrieb              | Omnibus, Straßenbahn                       | Personenbeförderung, Gepäckabfertigung        | ÖPNV                       | Ortsverkehr, Regionalverkehr         |

Den Transportunternehmen stehen in sich geschlossene Verkehrsnetze zur Verfügung. Eisenbahnverkehrsunternehmen nutzen das Schienennetz, Luftverkehrsunternehmen das Luftstraßennetz, Reedereien das Wasserstraßennetz, Speditionen und Verkehrsbetriebe das Straßennetz. Der Übergang in ein anderes Verkehrsnetz erfolgt durch Bahnhöfe, Flughäfen, Häfen und Haltestellen.

## Transportunternehmen als Frachtführer
Im gewerblichen Güterverkehr erscheinen Transportunternehmen im Regelfall als Frachtführer. Als Rechtsgrundlage wird dann der Frachtvertrag, der in § 407 HGB geregelt ist, zugrunde gelegt. Danach verpflichtet sich der Frachtführer mittels Vertrags, die Waren zu einem Bestimmungsort zu transportieren und dort an den Empfänger auszuhändigen. Die Güter müssen vom Empfänger übernommen sein und innerhalb einer bestimmten Lieferfrist abgeladen werden. Sollten bei der Beförderung oder Ablieferung der Güter Hindernisse auftreten, hat der Frachtführer gemäß § 419 HGB die Anweisungen des Auftraggebers einzuholen.

### Haftung des Frachtführers
Sollten die Güter innerhalb des Zeitraumes zwischen der Übernahme durch das Transportunternehmen und der Auslieferung beim Empfänger beschädigt werden, verloren gehen, oder die vereinbarte Beförderungsfrist überschritten werden, haftet hierfür der Frachtführer. Eine Ersatzleistung ist davon abhängig, inwieweit der Versender oder der Empfänger ein Fehlverhalten zu vertreten haben oder inwieweit die Güter einen besonderen Mangel aufgewiesen haben (§ 425 HGB). Als übliche Verkehrsträger gelten Unternehmen des Güterkraftverkehrs, Eisenbahngesellschaften, Binnenschifffahrtsreedereien und Fluggesellschaften.

### Pflichten des Disponenten
Ein Disponent hat die Aufgabe, die zu transportierenden Güter mit dem vorhandenen Fuhrpark und koordiniert mit den Arbeitskräften (Berufskraftfahrern) vom Umschlagplatz des Lieferanten zum Umschlagplatz  des Kunden bringen zu lassen. Er muss die notwendigen Warenbegleitpapiere (Lieferschein, Frachtbrief, Packzettel) und die sonstigen erforderlichen Maßnahmen veranlassen und die Waren auf die Fahrzeuge verteilen lassen.
Die Ladetätigkeit obliegt entgegen landläufiger Meinung nicht dem Fahrer, der laut Berufsgenossenschaft für Fahrzeughaltungen lediglich für den eigentlichen Transport zuständig ist. Vielmehr sind die Lademeister und die Lader als Erfüllungsgehilfen des Disponenten tätig.

### Pflichten des Transportunternehmens
Dabei hat der Fahrer die Lenk- und Ruhezeiten einzuhalten, die der Disponent kennen und berücksichtigen muss. Das Transportunternehmen haftet bei Verstößen des Fahrers gegen die Lenk- und Ruhezeiten mit. Für die Ladungssicherung ist der Fahrer genauso zuständig wie für die Einhaltung der sonstigen Verkehrsbestimmungen, insbesondere die der Sonn- und Feiertagsfahrverbote, aber auch der Durchfahrverbote im Transitverkehr. Die Auslagen des Fahrers im Zusammenhang mit seiner Tätigkeit (Spesen) muss das Transportunternehmen ersetzen, zusätzlich zum festgelegten Entgelt für die Tätigkeit als Berufskraftfahrer.
Möbelspediteure/Speditionen, die Umzüge mit Fahrzeugen über 3,5 Tonnen durchführen, benötigen in Deutschland eine Lizenz. Grundhaftung sind 620 Euro pro Kubikmeter Umzugsvolumen. Das heißt, dass bei einem Umzugsvolumen von 50 Kubikmetern die Höhe dieser Grundhaftung 31.000 Euro beträgt. Bis zu dieser Höhe wären Schäden gedeckt. Unternehmen, die nur mit kleinen Transportern mit einem zulässigen Gesamtgewicht von bis zu 3,5 Tonnen (die sogenannte „Sprinter-Klasse“) unterwegs sind, unterliegen meist nicht den Regelungen des Güterkraftverkehrsgesetzes. Diese Unternehmen sind daher auch nicht zu einer Transportversicherung verpflichtet.

## International
In der Schweiz sind Transportunternehmen ein Rechtsbegriff gemäß Art. 1 Verordnung über die Sicherheitsorgane der Transportunternehmen im öffentlichen Verkehr (VST), woraus hervorgeht, dass Unternehmen des ÖPNV gemeint sind. In Deutschland werden Transport- und Verkehrsunternehmen als Synonyme betrachtet. In Deutschland und Österreich wird der Begriff „Verkehrsunternehmen“ bevorzugt.